# Bukovžlak
Bukovžlak (pronuncia [ˈbuːkɔʒlak]) è un insediamento (naselje) di 387 abitanti, della municipalità di Celje nella regione statistica della Savinjska in Slovenia.
L'area faceva tradizionalmente parte della regione storica della Stiria, ora invece è inglobata nella regione della Savinjska.

## Storia
In passato, l'area era di proprietà della nobiltà Teharje. Il castello di Bežigrad, che si trovava al di sopra della confluenza del fiume Voglajna con il fiume Ložnica, è stato menzionato per la prima volta nel 1666. Il maniero fu saccheggiato dall'esercito tedesco durante la seconda guerra mondiale e poi riconquistato dall'esercito jugoslavo alla fine della guerra. Fu distrutto definitivamente nel 1981.